# Juegos del destino
Juegos del destino (lit. Jogos do Destino) foi uma telenovela mexicana produzida por Patricia Lozano.
A trama foi exibida simultaneamente com a telenovela Espejismo, que posteriormente teve seu horário alterado para as 16h45, enquanto esta passou a ser exibida às 17h15.
Na sua primeira etapa, foi protagonizada por Mónica Sánchez Navarro e Otto Sirgo, com a participação antagônica de Lucy Gallardo. Já na segunda etapa, os protagonistas foram Rocío Banquells e Enrique Novi, tendo Macaria como a principal antagonista.

## Enredo
A telenovela apresenta como novidade o desenvolvimento de uma história dividida em duas gerações, unidas pelo elo de uma menina órfã, deixada sozinha após a morte da mãe no parto. A jovem enfermeira Vanessa assume a responsabilidade de cuidar da menina, atendendo ao pedido da mãe antes de morrer. Ela revela que o pai da criança é um homem muito rico, chamado José Luis Morantes.
Vanessa vive com seu pai, Don Guille, um viúvo carinhoso que, junto da filha, passa a cuidar da criança como se fosse sua, dando-lhe o nome de Sofía. Determinada a descobrir o paradeiro do pai biológico da menina — a quem considera um canalha —, Vanessa inicia uma busca que a leva, por coincidência, até a casa da família Morantes, onde estão contratando uma enfermeira para cuidar da matriarca, Doña Rosario. Ao chegar, Vanessa descobre que existem dois homens com o mesmo nome: José Luis pai e José Luis filho. Apesar da confusão, ela insiste em descobrir quem é o verdadeiro pai de Sofía.
Doña Rosario, esposa de José Luis pai e mãe de José Luis filho, é uma mulher manipuladora e egoísta, que finge estar doente para manter o marido ao seu lado. Vanessa acaba se apaixonando por José Luis filho, mas permanece em dúvida, temendo que ele possa ser o pai de Sofía. Ao descobrir que Doña Rosario está fingindo a invalidez, Vanessa arma uma encenação dizendo que o filho da senhora morreu. Diante do choque, Rosario levanta-se na frente de todos, revelando seu embuste. Humilhada e rejeitada, ela decide mudar de comportamento.
Vanessa finalmente descobre que o verdadeiro pai de Sofía é José Luis pai, que logo depois morre. Ela se casa com José Luis filho e decide levar a menina para morar com eles na casa da família Morantes. No entanto, durante a lua de mel, o avião em que viajam sofre um acidente nas montanhas, e não são encontrados sobreviventes.
Transformada, Doña Rosario decide cuidar da menina, sua enteada. Mas seu sonho termina tragicamente ao morrer atropelada ao salvar Sofía, que atravessava a rua. Com isso, Don Guille assume definitivamente os cuidados com a criança, criando-a com amor.
Anos depois, Sofía torna-se uma bela jovem e vive com Don Guille, acreditando que ele é seu avô. Ela se apaixona por José Antonio, mas sua amiga Hilda, também apaixonada por ele, começa a tramar para separá-los. Sofía casa-se com José Antonio, mas Hilda reaparece alegando estar grávida dele. Paralelamente, Sofía também engravida, porém sua gestação é de risco e ela acaba perdendo o bebê. A morte de Don Guille deixa Sofía arrasada, levando-a a se divorciar de José Antonio, apesar de ainda se amarem. Ambos seguem caminhos diferentes até que uma enchente que atinge a cidade promove um reencontro.
Contudo, o destino volta a surpreender: José Luis filho, que todos acreditavam ter morrido no acidente, reaparece. Ele sobreviveu, mas perdeu a memória e passou a vagar pelas montanhas como um andarilho. Eventualmente, chega ao povoado e torna-se amigo de sua própria meia-irmã, sem que nenhum dos dois saiba da ligação familiar que compartilham.

## Elenco
- Lucy Gallardo - Doña Rosario de Morantes
- Guillermo Murray - Don José Luis Morantes
- Otto Sirgo - José Luis Morantes Filho
- Mónica Sánchez Navarro - Vanessa
- Rocío Banquells - Sofía
- Enrique Novi - José Antonio
- Macaria - Hilda
- Guillermo Zarur - Don Guille
- Pedro Damián - Javier
- Rosángela Balbó - Leticia
- Lupita Pallas - Josefina
- Martha Ofelia Galindo - Carmen
- Rosa María Moreno - Cristina
- Alejandra Peniche - Laura
- Alejandro Camacho - Álvaro
- Yolanda Vidal - María
- Lucía Guilmáin - Gabriela
- Carlos Petrel - Dr. Quiroz
- Ana Patricia Rojo - Vanessa (criança)
- Mario Sauret - Fidencio
- Pamela Méndez - Antonieta
- Edgardo Gazcón - José Antonio (menino)
- Karla Petrel - Sofía (niña)
- Raúl Meraz - Bernardo
- Maricarmen Martínez - Catalina
- Raquel Pankowsky - Teresa
- Héctor Kiev - Marcos
- José Alberto Rodríguez - Rodrigo
- César Arias - Benito
- Enrique Beraza - Armando